# 2-й танковий корпус СС
2-й танковий корпус СС (нім. II. SS-Panzerkorps) — танковий корпус військ СС у роки Другої світової війни.

## Історія
Штаб танкового корпусу СС (нім. SS-Panzer-Generalkommando) був сформований 13 травня 1942 року в Бергені. Літом того ж року почалося формування частин корпусного підпорядкування. Восени 1942 роки штаб корпусу займався переформовуванням бригади СС «Лейбштандарт Адольф Гітлер» (нім. SS-Brigade «Leibstandarte Adolf Hitler») і дивізії СС «Дас Рейх» (нім. SS-Division «Das Reich») в танково-гренадерські дивізії СС «Лейбштандарт Адольф Гітлер» (нім. SS-Panzer-Grenadier-Division «Leibstandarte Adolf Hitler») і «Дас Рейх» (нім. SS-Panzer-Grenadier-Division «Das Reich») відповідно. До кінця того ж року частини корпусу знаходилися на території окупованої Франції.
У січні 1943 року почалося перекидання їх на радянсько-німецький фронт. У перші дні лютого 1943 року, відразу ж після прибуття в район Харкова, частини корпусу стали вводитися в бій.
10 лютого радянські війська прорвали оборону німецьких військ на кількох ділянках, змусивши відійти танковий корпус СС безпосередньо до Харкова і Чугуєва. Оборона першого з точки зору командування корпусу не мала шансів на успіх і по його рішенню до 15 лютого 1943 року корпус був виведений з мішка, що формувався. Незабаром частини танкового корпусу СС були використані командуванням групи армій «Південь» (нім. Heeresgruppe Süd) в ході контрнаступу, в результаті якого були знов зайняті Харків і Білгород. У цьому наступі танковий корпус СС грав одну з найважливіших ролей, після чого отримав час на відпочинок і поповнення.
У червні 1943 року корпус отримав номер і став іменуватися 2-й танковий корпус СС (II. SS-Panzer-Korps). В наступному місяці частини корпусу були задіяні в наступі німецьких військ у ході операції «Цитадель» (Zitadelle). 12-13 липня в основному дивізії саме 2-го танкового корпусу СС брали участь в битві в районі Прохоровки. В цей же час А.Гітлером був відданий наказ про припинення наступу. Частини корпусу почали передислокуватися в район Ізюма.
На початку серпня 1943 року штаб корпусу і 1-ша танково-гренадерська дивізія СС «Лейбштандарт Адольф Гітлер» були перекинуті до Північної Італії, де вони несли охоронну службу і зрідка притягувалися до антипартизанських дій.
У середині грудня того ж року знов передислокація. Тепер до Франції, де до складу 2-го танкового корпусу СС увійшли 9-та танкова дивізія СС «Гогенштауфен» (нім. 9. SS Panzer-Division «Hohenstaufen») і 10-та танкова дивізія СС «Фрундсберг» (нім. 10. SS Panzer-Division «Frundsberg»).
28 березня 1944 року корпус був переданий до складу групи армій «Північна Україна» і прибув до Східної Галіції в район Львова. Вже у квітні 1944 року частини корпусу брали участь у оборонних боях в районі Тернополя, а пізніше Бучача.
12 червня 1944 року почалася передислокація 2-го танкового корпусу СС до Нормандії в підпорядкування танковій групі «Захід». Наприкінці червня його частини взяли участь у боях у районі річки Орн. Звідти вони відійшли до Сени, а потім були перекинуті в Намюр. У середині вересня 1944 року корпус був відправлений до району Неймеген-Арнем, де брали участь у розгромі парашутного десанту союзників. Надалі корпус оперував у районі Арнема, а потім вів підготовку до наступу в Арденнах.
19 грудня 1944 року 2-й танковий корпус СС перейшов у наступ із завданням зайняти Антверпен. До 14 січня 1945 року наступ корпусу остаточно зупинилося, 19 січня почався відступ його частин до Мозелю. 1 лютого почалася передислокація до Угорщини. З 6 березня 1945 року корпус брав участь у операції «Пробудження весни» (нім. Frühlingserwachen) в районі озера Балатон, що закінчилося невдачею. В ході відступу, що почався, 2-й танковий корпус СС вів бої в Угорщині, Австрії, брав участь в обороні Відня і району Кремс-Штокерау.
8 травня 1945 року його залишки здалися союзникам.

## Склад корпусу
| Бойовий склад 2-го тк СС | |
| Постійні                 | |
| 1943                     | - штаб корпусу; - авіаційна ескадрилья (Fliegerstaffel); - 102-й моторизований топографічний відділ корпусу СС (SS-Korps-Kartenstelle (mot) 102); - 102-ге артилерійське командування СС (SS-Artillerie-Kommandeur 102); - 400-й корпусний батальйон зв'язку СС / 51-й батальйон зв'язку(SS-Korps-Nachrichten-Abteilung 400 / Nachrichten-Abteilung 51 (Heer) - 502/102-й важкий танковий батальйон СС (schwere SS-Panzer-Abteilung 502/102) до 1 квітня 1945; - 102-й артилерійський дивізіон СС (SS-Artillerie-Abteilung 102) - 102-га мінометна рота СС (SS-Granatwefer-Kompanie 102); - 102-га рота зенітних гармат СС (SS-Flugabwehr-Kompanie 102); - 102-га рота військових геологів СС (SS-Wehrgeologen-Kompanie 102); - 102-га авторемонтна рота СС (SS-Kraftfahrzeug-Instandsetzungs-Kompanie 102); - 502/102-й важкий артилерійський дивізіон СС (schwere SS-Artillerie-Abteilung 502/102); - 502/102-й мінометний дивізіон СС (SS-Werfer-Abteilung 502/102); - 102-га рота-майстерня СС (SS-Werkstatt-Kompanie 102); - 102-га важка батарея артилерійського спостереження (schwere Beobachtungs-Batterie 102); - 502/102-га корпусна медико-санітарна рота СС (SS-Korps-Sanitäts-Kompanie 502/102); - 102-га корпусна частина постачання СС (SS-Korps-Nachschub-Truppen 102); - Ремонтний батальйон (Instandsetzungs-Abteilung); - 102-га моторизована польова пошта СС (SS-Feldpostamt (mot.) 102); - моторизована рота військових кореспондентів СС (SS-Kriegsberichter-Kompanie (mot.); - 102-й моторизований взвод польової жандармерії СС (SS-Feldgendarmerie-Trupp (mot.) 102); - 102-га рота охорони корпусу СС (SS-Korps-Sicherungs-Kompanie 102); - 102-га польова запасна бригада СС (SS-Feldersatz-Brigade 102); - 2-й рекрутський відділ СС (SS-Rekruten-Depot II) |
| Непостійні               | |
| 2 вересня 1942           | - 1-ша танкова дивізія Лейбштандарте-СС «Адольф Гітлер» (1. SS-Panzer-Division Leibstandarte-SS Adolf Hitler); - 2-га танкова дивізія СС «Дас Райх» (2.SS-Panzer-Division «Das Reich»); |
| 4 березня 1943           | - 1-ша танкова дивізія Лейбштандарте-СС «Адольф Гітлер» (1. SS-Panzer-Division Leibstandarte-SS Adolf Hitler); - 2-га танкова дивізія СС «Дас Райх» (2.SS-Panzer-Division «Das Reich»); - 3-тя танкова дивізія СС «Тотенкопф» (3. SS-Panzer-Division «Totenkopf») |
| 6 липня 1943             | - 1-ша танкова дивізія Лейбштандарте-СС «Адольф Гітлер» (1. SS-Panzer-Division Leibstandarte-SS Adolf Hitler); - 2-га танкова дивізія СС «Дас Райх» (2.SS-Panzer-Division «Das Reich»); - 3-тя танкова дивізія СС «Тотенкопф» (3. SS-Panzer-Division «Totenkopf»); - 122-ге артилерійське командування (Arko 122); - 3-й артилерійський дивізіон 818-го артилерійського полку (III./818 Artillerie-Regiment); - 861-й легкий артилерійський дивізіон (leichte Artillerie-Abteilung 861); - 3-тє командування частин реактивних мінометів (Kommandeur der Nebeltruppe 3); - 55-й мінометний полк (Werfer-Regiment 55); - 1-й навчальний мінометний полк (Werfer-Lehr-Regiment 1); - 680-й штаб інженерного полку особливого призначення (Pionier-Regiments-Stab z.b.V. 680); - 627-й моторизований саперний батальйон (Pionier-Bataillon 627 (mot.); - 666-й моторизований саперний батальйон (Pionier-Bataillon 666 (mot.); - 929-й штаб мостового загону (Brückenkolonnen-Staffel-Stab 929); - 2-й взвод 41-го мостового загону В (Brückenkolonnen B 2./41) - 11-й мостовий загін В (Brückenkolonnen B 11); - 21-й мостовий загін В (Brückenkolonnen B 21); - 31-й мостовий загін В (Brückenkolonnen B 31); - 573-й мостовий загін В (Brückenkolonnen B 573); - 840-й мостовий загін J (Brückenkolonnen J 840) - 8-ме командування будівельних військ (Kommandeur der Bautruppen 8); - 26-й мостобудівний батальйон (Brücken-Bau-Bataillon 26); - 508-й легкий дорожньо-будівельний батальйон (leichte Radfahr-Straßen-Bau-Bataillone); - 410-й будівельний батальйон (Bau-Bataillon 410); - 812-те підрозділ матеріального забезпечення В (Geräte-Einheit B 812) |
| 7 липня 1943             | - 1-ша танкова дивізія Лейбштандарте-СС «Адольф Гітлер» (1. SS-Panzer-Division Leibstandarte-SS Adolf Hitler); - 2-га танкова дивізія СС «Дас Райх» (2.SS-Panzer-Division «Das Reich»); - 3-тя танкова дивізія СС «Тотенкопф» (3. SS-Panzer-Division «Totenkopf»); - частина 167-ї піхотної дивізії (167. Infanterie-Division) |
| 17 липня 1943            | - 1-ша танкова дивізія Лейбштандарте-СС «Адольф Гітлер» (1. SS-Panzer-Division Leibstandarte-SS Adolf Hitler); - 3-тя танкова дивізія СС «Тотенкопф» (3. SS-Panzer-Division «Totenkopf»); - 11-та танкова дивізія |
| 20 листопада 1943        | - 44-та рейхсгренадерська дивізія «Хох унд дойчмайстер» (44. Reichsgrenadier-Division Hoch- und Deutschmeister); - 71-ша піхотна дивізія (71. Infanterie-Division); - 162-га тюркська піхотна дивізія (162. (Turk.) Infanterie-Division). |
| 12 квітня 1944           | - 10-та танкова дивізія СС «Фрундсберг» (10. SS-Panzer-Division «Frundsberg»); - 100-та єгерська дивізія (100. Jäger-Division) |
| 15 квітня 1944           | - 10-та танкова дивізія СС «Фрундсберг» (10. SS-Panzer-Division «Frundsberg»); - 100-та єгерська дивізія (100. Jäger-Division); - 16-та танкова дивізія (16. Panzer-Division); - 19-та танкова дивізія (19. Panzer-Division) |
| 31 серпня 1944           | - 2-га танкова дивізія СС «Дас Райх» (2.SS-Panzer-Division «Das Reich»); - 9-та танкова дивізія СС «Гогенштауфен» (9. SS-Panzer-Division «Hohenstaufen»); - 9-та танкова дивізія (9. Panzer-Division); - 116-та танкова дивізія (116. Panzer-Division) |
| 28 вересня 1944          | - 9-та танкова дивізія СС «Гогенштауфен» (9. SS-Panzer-Division «Hohenstaufen»); - 10-та танкова дивізія СС «Фрундсберг» (10. SS-Panzer-Division «Frundsberg»); - 3-тя парашутна дивізія (3. Fallschirm-Jäger-Division) |
| 5 листопада 1944         | - 10-та танкова дивізія СС «Фрундсберг»; - 363-тя фольксгренадерська дивізія (363. Volks-Grenadier-Division) |
| 19 грудня 1944           | - 3-тя панцергренадерська дивізія (3. Panzer-Grenadier-Division) - частини: - 12-та танкова дивізія СС «Гітлерюгенд» (12. SS-Panzer-Division «Hitlerjugend»); - 3-тя парашутна дивізія - 277-ма фольксгренадерська дивізія (277. Volks-Grenadier-Division) |
| 8 січня 1945             | - 2-га танкова дивізія СС «Дас Райх»; - 9-та танкова дивізія СС «Гогенштауфен»; - 560-та фольксгренадерська дивізія (560. Volks-Grenadier-Division) |
| 5 березня 1945           | - 2-га танкова дивізія СС «Дас Райх»; - 9-та танкова дивізія СС «Гогенштауфен»; - 44-та рейхсгренадерська дивізія «Хох унд дойчмайстер»; - 23-тя танкова дивізія (23. Panzer-Division) |
| 1 квітня 1945            | - 2-га танкова дивізія СС «Дас Райх»; - частини: - 9-та танкова дивізія СС «Гогенштауфен»; - 1-ша танкова дивізія (1. Panzer-Division); - 6-та танкова дивізія (6. Panzer-Division); - 1-ша угорська гірська бригада (Gebirgs-Brigade 1 (ung.)); - 587-й гренадерський батальйон (Grenadier-Bataillon 587); - 1-й батальйон 133-го гренадерського полку (Grenadier-Bataillon I./133); - 130-й батальйон винищувачів танків (Panzer-Zerstörer-Bataillon 130); - 587-й батальйон винищувачів танків (Panzer-Zerstörer-Bataillon 587); - 2-й єгерський батальйон 482-го піхотного полку (Jäger-Bataillon II./482); - 130-та рота зв'язку (Nachrichten-Kompanie 130); - 557-ма рота зв'язку (Nachrichten-Kompanie 557); - 230-й гренадерський батальйон (Grenadier-Bataillon 230); - 277-й навчальний зенітний дивізіон сухопутних військ (Heeres-Flak-Ausbildungs-Abteilung 277); - 557-й важкий гренадерський батальйон (schwere Grenadier-Bataillon 557); - 412-й підготовлюваний батальйон (Ausbildungs-Bataillon 412) |
| 8 травня 1945            | - 3-тя танкова дивізія СС «Тотенкопф»; - 12-та танкова дивізія СС «Гітлерюгенд»; - Гренадерська дивізія «Фюрер» (Führer-Grenadier-Division); - 191-ша бригада штурмових гармат (Sturmgeschütz-Brigade 191); - 228-ма бригада штурмових гармат (Sturmgeschütz-Brigade 228); - 17-та фолькс-мінометна бригада (Volks-Werfer-Brigade 17); - 19-та фолькс-мінометна бригада (Volks-Werfer-Brigade 19); - 506-й важкий танковий батальйон (schwere Panzer-Abteilung 506) |

## Райони бойових дій
- Східний фронт (південний напрямок) (травень — серпень 1943);
- Італія (серпень — жовтень 1943);
- Балкани (жовтень — грудень 1943);
- Франція (грудень 1943 — березень 1944);
- Східний фронт (південний напрямок) (березень — червень 1944);
- Франція та Нідерланди (червень — грудень 1944);
- Ардени (грудень 1944 — січень 1945);
- Угорщина та Австрія (січень — травень 1945).

## Командування

### Командири
- оберстгрупенфюрер та генерал військ СС Пауль Гауссер (нім. Paul Hausser) (14 вересня 1942 — 28 червня 1944);
- групенфюрер та генерал-лейтенант військ СС (з 1 серпня 1944 — обергруппенфюрер та генерал військ СС Вільгельм Біттріх (нім. Wilhelm Bittrich) (29 червня[2] 1944 — 8 травня 1945).

## Відео
- Battle of Kharkov — battle reenactment (rekonstrukce bitvy Den Na Vychni Fronte 1943 — Královec) [Архівовано 15 лютого 2009 у Wayback Machine.]